# Ján Hirka
Ján Hirka (16. listopadu 1923, Abranovce – 10. dubna 2014, Prešov) byl slovenský řeckokatolický duchovní, dlouholetý správce prešovské eparchie a po Sametové revoluci i její biskup.

## Život
Do školy chodil v Abranovcích od roku 1930, v letech 1936–1944 studoval na církevním gymnáziu v Prešově. V roce 1944 nastoupil do Řeckokatolického kněžského semináře v Prešově. Po čtyřech letech byl blahoslaveným biskupem Pavlem Petrem Gojdičem OSBM poslán na studia na Bohosloveckou fakultu UK v Praze. Dne 31. července 1949 jej světící biskup ThDr. Vasiľ Hopko v kapli prešovského kněžského semináře vysvětil na kněze. V letech 1949–1950 byl pomocným duchovním v Ľutině. Krajský církevní tajemník mu výpomoc v Ľutine zakázal, a proto od února 1950 dostal nový dekret kaplana do Prešova při práci koncipisty na biskupském úřadě. Po likvidaci Řeckokatolické církve se od 28. 4. 1950 ukrýval a tajně pokračoval v pastorační činnosti. Současně však pracoval jako pomocný dělník na místech, kde nepotřeboval pracovní povolení. Státní bezpečnost ho však sledovala, 22. října 1952 byl zatčen, ve vyšetřovací vazbě strávil 6 měsíců. Lidový soud ho 28. dubna 1953 odsoudil na tři roky vězení. Po amnestii 4. července 1953 pracoval jako dělník v Brezně. V roce 1955 je opět zatčen, Nejvyšším soudem v Praze je odsouzený na dva a půl roku vězení a nucené práce v uhelných dolech ve Rtyni v Podkrkonoší. V roce 1958 po propuštění se vrací k práci dělníka v Brezně.
Po obnovení oficiální činnosti Řeckokatolické církve v roce 1968 ho Svatý otec Pavel VI. jmenoval ordinářem – apoštolským administrátorem prešovského biskupství s právy diecézního biskupa. Státní souhlas dostal ale až o rok později, v roce 1969. V roce 1978 byl jmenován za prešovského preláta. Dne 21. prosince 1989 byl papežem Janem Pavlem II. jmenován sídelním biskupem a dne 17. února 1990 mu kardinál Jozef Tomko udělil biskupské svěcení.
V roce 1992 byla zřízena, i díky jeho úsilí z pozice biskupa, Řeckokatolická bohoslovecká fakulta UPJŠ a Řeckokatolický kněžský seminář.
Biskup Hirka přešel do emeritní služby 11. prosince 2002.
Za celoživotní dílo a činnost ve prospěch církve obdržel mimo jiné vysoké státní vyznamenání, Řád Andreje Hlinky I. třídy, čestný doktorát Prešovské univerzity, Pribinův řád II. stupně.